# Park Jung-hwa
Park Jung-hwa (hangul: 박정화; hanja: 朴正花; rr: Bag Jeong-hwa; MR: Pak Chŏng-hwa; nascida em 8 de maio de 1995), mais frequentemente creditada apenas como Junghwa (hangul: 정화), é uma cantora e atriz sul-coreana. Ficou popularmente conhecida por ser integrante do grupo feminino EXID.

## Biografia
Junghwa nasceu em 8 de maio de 1995, em Anyang, Gyeonggi, Coreia do Sul. Ela se formou na Indeogwon Middle School, Baekyoung High School e mais tarde frequentou a Global Cyber University, onde estudou atuação e entretenimento. Quando ela estava na 3ª série, ela treinou em uma escola de teatro. Ela era uma estagiária da JYP Entertainment antes de se juntar a Yedang Entertainment.

## Carreira

### EXID
O EXID estreou oficialmente em 15 de fevereiro de 2012, com o lançamento de seu primeiro single, Whoz That Girl.

### Como atriz
Ela fez sua estréia como atriz infantil em uma pequena parte em Wives on Strike (2004). Em 2005, ela tornou-se co-anfitriã do NATV's Freshful Children Congress.
Em 2015, ela se tornou membro do elenco no programa de variedades Soulmates Returns.  No mesmo ano ela retratou Yook Ah-young no drama Webtoon Hero Toondra Show como seu primeiro grande papel principal. Ela também apareceu em diversos vídeos musicais, como o Tell Me de Wonder Girls (2007), Whenever You Play That Song de Huh Gak e LE (2011), That You're My Girl I-Rex (2013), 10:10 de Kim Seong-hui e You Are My Everything (2014).
Dia 9 de outubro de 2018, Junghwa foi confirmada como parte do elenco do web drama Member of Society, agendado para estrear em 2019.
Em 11 de outubro de 2019, foi confirmado que Junghwa assinou com J-Wide Company para trabalhar em sua carreira como atriz.

## Discografia

### Singles
| Ano  | Título | Artista  | Notas                    |
| ---- | ------ | -------- | ------------------------ |
| 2019 | "Home" | Jeonghwa | Our Baseball Society OST |

## Filmografia

### Dramas
| Ano  | Título          | Papel | Rede de TV | Notas |
| ---- | --------------- | ----- | ---------- | ----- |
| 2004 | Wives on Strike |       | SBS        |       |

### Web Dramas
| Ano  | Título                    | Papel             | Network     | Notas           |
| ---- | ------------------------- | ----------------- | ----------- | --------------- |
| 2015 | Webtoon Hero Toondra Show | Yook Ah-young     | MBC Every 1 | Papel Principal |
| 2017 | Mask                      | Lee Chae-ri/Anita | Web         | Papel Principal |
| 2018 | If Love Was Not Timeless  | Wing-sze          | ViuTV       | Papel Principal |
| 2019 | Member of Society         | Sung Shi Eun      | Web         | Papel Principal |

### Participações em programas de variedades
| Ano     | Título                            | Rede de TV  | Notas                                                  |
| ------- | --------------------------------- | ----------- | ------------------------------------------------------ |
| 2005–06 | Freshful Children Congress        | NATV        | Apresentadora                                          |
| 2015    | Soulmates Returns                 | MBC Every 1 | Elenco                                                 |
| 2015    | EXID's Showtime                   | MBC Every 1 | Elenco                                                 |
| 2017    | The Show (South Korean TV series) | SBS MTV     | MC                                                     |
| 2018    | King of Mask Singer               | MBC         | Competidora como "Cruise of Endorphins" (Episódio 151) |

### Aparições em vídeos musicais
| Ano  | Canção    | Artista      |
| ---- | --------- | ------------ |
| 2007 | "Tell Me" | Wonder Girls |